# Шоко
Гилерме де Соуза (на португалски: Guilherme de Souza), известен като Шоко, е бразилски футболист, десен халф-бек. Роден е на 18 януари 1990 г. в Сао Пауло. Състезател на ФК Ритеряй.

## Кариера
Шоко започва кариерата си в школата на именития бразилски клуб Сантош. През 2009 г. е преотстъпен за 6 месеца в Ред Бул Бразил, след което се завръща в първия тим на Сантош.

## „Лудогорец“
На 8 януари 2011 г. подписва договор с Лудогорец (Разград). Шоко дебютира за Лудогорец в Б група на 27 февруари, при победата с 6-1 като гост над Брестник, когато заменя през второто полувреме македонеца Зоран Златковски. Единственият гол в А ПФГ за сезон 2011-2012 г. отбелязва на 15 октомври 2011 г. при домакинската победа срещу ПФК Миньор (Перник) с 4-1 .
На 26 октомври 2011 г. получава българско гражданство.
В края на ноември 2014 г. разтрогва по взаимно съгласие. Той ще остане в историята на Лудогорец като първият чужденец играл в клуба. 
На 27 май 2015 г. подписва с кипърския АПОЕЛ (Никозия) . В началото на септември 2019 г. подписва с борещия се за класиране в Първа Лига Локомотив (София) .

## Успехи
- Шампион на A ПФГ: 2011-12, 2012-13, 2013-14
- Купа на България: 2011-2012, 2013-14
- Суперкупа на България: 2012, 2014